# Babar Azam
Mohammad Babar Azam (Urdu محمد بابر اعظم; * 15. Oktober 1994 in Lahore, Pakistan) ist ein pakistanischer Cricketspieler, der seit 2015 für die pakistanische Nationalmannschaft spielt und seit 2020 ihr Kapitän ist.

## Kindheit und Ausbildung
Azam ist Cousin der drei Akmal-Brüder, die ebenfalls für Pakistan Cricket spielten (Kamran Akmal, Adnan Akmal, Umar Akmal). In seiner Jugend etablierte er sich früh in die Jugend-Mannschaften des pakistanischen Verbandes und spielte so sowohl die U15-Weltmeisterschaft, als auch zwei Mal die U19-Weltmeisterschaft (2010, 2012).

## Aktive Karriere

### Anfänge in der Nationalmannschaft
Sein Debüt in der Nationalmannschaft gab er in der ODI-Serie gegen Simbabwe und erzielte dabei ein Half-Century über 54 Runs. In der Saison 2015/16 erzielte er jeweils zwei Fifties gegen England (62* Runs und 51 Runs) und in Neuseeland (62 und 83 Runs). Im Sommer 2016 gab er in England sein Twenty20-Debüt. Seinen endgültigen Durchbruch erzielte er bei der Tour gegen die West Indies zu Beginn der Saison 2016/17. Nachdem er im ersten Twenty20 ein Fifty über 55* Runs erreicht hatte, konnte er im ersten ODI mit 120 Runs aus 131 Bällen sein erstes Century erzielen und wurde dafür als Spieler des Spiels ausgezeichnet. Auch in den beiden folgenden ODIs gelang ihm jeweils ein Century (123 Runs aus 126 Bällen und 117 Runs aus 106 Bällen) und wurde dafür jeweils als Spieler des Spiels und letztendlich der Serie ausgezeichnet. In der Test-Serie der Tour absolvierte er dann auch sein Test-Debüt und konnte dabei ein Fifty über 69 Runs erzielen.
Bei der folgenden Test-Serie in Neuseeland erzielte er ein weiteres Fifty über 90* Runs. Im Januar erreichte er in Australien in der ODI-Serie ein Fifty über 84 Runs und ein Century über 100 Runs aus 109 Bällen. Im April 2017 reiste er mit dem pakistanischen Team in die West Indies. Dort gelang ihm zunächst im zweiten ODI ein ungeschlagenes Century über 125* Runs aus 132 Bällen, wofür er als Spieler des Spiels ausgezeichnet wurde. In der Test-Serie fügte er dann noch zwei Fifties hinzu (72 und 55 Runs). Im Saison 2017 konnte er mit dem pakistanischen Team bei der ICC Champions Trophy 2017 den Titel gewinnen und erzielte selbst dabei im Finale gegen Indien 46 Runs. Gegen eine Weltauswahl konnte er im September 2012 im ersten Twenty20 ein Fifty über 82 Runs erreichen und wurde im weiteren Verlauf als Spieler der Serie ausgezeichnet. Dem folgten im Oktober 2017 zwei Centuries (103 Runs aus 131 Bällen und 101 Runs aus 133 Bällen) und ein Fifty (69* Runs) in einer ODI-Serie gegen Sri Lanka. Im weiteren Verlauf erzielte er dann noch ein weiteres Fifty in der Twenty20-Serie in Neuseeland (50* Runs) und zwei gegen die West Indies (97* und 68* Runs). Für letzteres wurde er als Spieler der Serie ausgezeichnet.

### Aufstieg zum Kapitän
Im Saison 2018 konnte er zunächst beim Test in Irland ein Fifty über 55 Runs erreichen, bevor ihm ein weiteres in England gelang (68* Runs). Beim Asia Cup 2018 konnte er mit einem Half-Century über 66 Runs zum einzigen Sieg des Teams in der Super-Four-Runde beitragen. Zu Beginn der Saison 2018/19 wurde er für zwei Fifties in der Twenty20-Serie gegen Australien (68* und 50 Runs) mals Spieler des Spiels ausgezeichnet, bevor Neuseeland in die Vereinigten Arabischen Emirate für eine Tour anreiste. Zunächst erzielte er dort jeweils ein Fifty in den Twenty20s (79 Runs) und den ODIs (92 Runs). In der Test Serie konnte er dann zwei Fifties erzielen (62 und 51 Runs), sowie im zweiten Test ein Century über 127* Runs aus 263 Bällen. Daraufhin reiste er mit dem Team nach Südafrika, wo er zwei Fifties in den Tests (71 und 72 Runs) und jeweils eines in den ODIs (69 Runs) und Twenty20s (90 Runs) hinzufügte.
Der Sommer 2019 begann mit einer Tour in England. Dort erzielte er zunächst ein Fifty (65 Runs) im Twenty20. In der darauf folgenden ODI-Serie folgten dann zwei Fifties (51 und 80 Runs) und ein Century über 115 Runs aus 112 Bällen. Daraufhin folgte ebenfalls in England der Cricket World Cup 2019. Dort konnte er zunächst gegen den Gastgeber ein Fifty über 63 Runs erzielen. Nachdem er dann mit einem Fifty über 69 Runs zum Sieg gegen Südafrika beitrug, wurde er nach einem Century über 101* Runs aus 127 Bällen beim Sieg gegen Neuseeland als Spieler des Spiels ausgezeichnet. Im abschließenden Spiel gegen Bangladesch konnte er mit 96 Runs ebenfalls einen Sieg sichern, jedoch reichte all dieses nicht um sich für das Halbfinale zu qualifizieren. Nach der Weltmeisterschaft erzielte er im September 2019 gegen Sri Lanka ein Century über 115 Runs aus 105 Bällen im zweiten ODI. Im Oktober 2019 wurde er dann zum Kapitän des Twenty20-Teams befördert.

### Kapitän in allen drei Formaten
Im November 2019 bestritt er bei der Tour in Australien seinen ersten Einsatz als Kapitän und konnte dabei zwei Fifties erzielen (59 und 50 Runs). In der Test-Serie erreichte er im ersten Spiel ein Century über 104 Runs aus 173 Bällen und im zweiten ein Fifty über 97 Runs. Bei der folgenden Tour gegen Sri Lanka konnte er in den Tests nach einem Century über 102* Runs aus 128 Bällen im ersten Spiel neben einem Fifty über 60 Runs ein Century über 100* Runs aus 131 Bällen im zweiten Spiel erringen. Gefolgt wurde dies dann durch eine Tour gegen Bangladesch bei der Azam ein Fifty über 66* Runs in den Twenty20s und ein Century über 143 Runs aus 193 Bällen in den Tests. Im Mai 2020 wurde er dann auch als Kapitän des ODI-Teams benannt. Im August 2020 reiste er unter den Bedingungen der COVID-19-Pandemie nach England. In der Test-Serie erzielte er zwei Fifties (69 und 63* Runs) und in den Twenty20s ein weiteres (56 Runs).
Die Saison 2020/21 begann mit einer Tour gegen Simbabwe. In der ODI Serie erzielte er ein Fifty über 77* Runs und ein Century über 125 Runs aus 125 Bällen, wofür er als Spieler der Serie ausgezeichnet wurde. In den Twenty20s folgten dann zwei weitere Fifties (82 und 51 Runs). Daraufhin wurde er auch als Kapitän des Test-Teams ernannt. Als solcher erzielte er ein Fifty (77 Runs) gegen Südafrika im Februar 2021. Beim Gegenbesuch in Südafrika im April 2021 gelangen ihm in den ODIs ein Century über 103 Runs aus 104 Bällen und ein Fifty über 94 Runs, für die er jeweils als Spieler des Spiels ausgezeichnet wurde. Daraufhin stieg er zum besten ODI-Batter in den Ranglisten des Weltverbands auf. Auch in der Twenty20-Serie gelang ihm dann ein Fifty (50 Runs) und ein Century (122 Runs aus 59 Bällen). Bei der folgenden Twenty20-Serie in Simbabwe kam dann ein weiteres Fifty (52 Runs) hinzu.

### Erfolge als Kapitän in den kurzen Formaten
Im Sommer 2021 reiste er zunächst mit dem Team nach England, wobei er ein Fifty (85 Runs) in den Twenty20s und ein Century über 158 Runs aus 139 Bällen in der ODI-Serie. Daraufhin folgte eine Tour in den West Indies, bei der er ein Fifty über 51 Runs in den Twenty20s und zwei Fifties in den Tests (55 und 75 Runs) erzielte. Im Oktober führte er dann das pakistanische Team zum ICC Men’s T20 World Cup 2021. Zur Eröffnung erzielte er gegen Indien ein Fifty über 68* Runs. Weitere Fifties erzielte er dann gegen Afghanistan (51 Runs), Namibia (70 Runs) und Schottland. Jedoch schied er dann mit dem Team im Halbfinale gegen Australien aus. Nach der Weltmeisterschaft erzielte er gegen die West Indies jeweils ein Fifty in Tests (75 Runs) und Twenty20s (79 Runs). Im Dezember erreichte er dann noch einmal ein Fifty über 76 Runs in der Test-Serie in Bangladesch. Zum Ende der Saison absolvierte er eine Tour gegen Australien. Dort erzielte er zunächst ein Century über 196 Runs aus 425 Bällen, mit dem er das Remis rettete, bevor er im dritten Test zwei Fifties (67 und 55 Runs) erreichte. In der ODI-Serie erzielte er dann zunächst ein Fifty (57 Runs), bevor ihm zwei Centuries (114 Runs aus 83 Bällen und 105* Runs aus 115 Bällen) in den verbliebenen Spielen gelangen und er als Spieler der Serie ausgezeichnet wurde. Im Twenty20 folgte dann noch ein weiteres Fifty über 66 Runs.
Im Saison 2022 erzielte er in der ODI-Serie gegen die West Indies ein Century über 103 Runs aus 107 Bällen und ein Half-Century über 77 Runs. In einer Test Serie in Sri Lanka erzielte er im ersten Test 119 Runs aus 244 Bällen im ersten Innings und 55 Runs im zweiten. Im zweiten Test folgte ein weiteres Half-Century über 81 Runs. Im August erzielte er dann in allen drei ODIs in den Niederlanden jeweils ein Fifty (74, 57 und 91 Runs). Zu Beginn der Saison 2022/23 führte er das Team ins Finale des Asia Cup 2022. Anschließend gelang ihm dann ein Century über 110* Runs aus 66 Bällen und ein Fifty über 87 Runs in der Twenty20-Serie gegen England. In der Vorbereitung zur Weltmeisterschaft absolvierte er mit dem Team ein Drei-Nationen-Turnier in Neuseeland und erzielte dabei gegen den Gastgeber (79* Runs) und Bangladesch (55 Runs) je ein Fifty. Beim ICC Men’s T20 World Cup 2022 war seine beste Leistung dann ein Fifty über 53 Runs im Halbfinale gegen Neuseeland, als er Pakistan ins Finale führte.

### Bis heute
Nach dem Turnier setzte das Team die Tour gegen England mit der Test-Serie fort. Dort erzielte er im ersten Spiel ein Century über 136 Runs aus 168 Bällen und in den verblieben beiden Begegnungen drei weitere Fifties (75, 78 und 54 Runs). Gegen Neuseeland konnte er in der Test-Serie kurz darauf ein weiteres Century über 161 Runs aus 280 Runs erreichen. In der zugehörigen ODI-Serie folgten zwei weitere Fifties (66 und 79 Runs). Im April kam Neuseeland erneut nach Pakistan, wobei er ein Century über 101* Runs aus 58 Bällen in den Twenty20s und zwei Fifties (65 und 54 Runs) und ein weiteres Century (107 Runs aus 117 Bällen). Gegen Afghanistan erreichte er in der ODI-Serie im August zwei Fifties (53 und 60 Runs). Beim darauf folgenden von Pakistan teilweise ausgerichteten Asia Cup 2023 erzielte er gegen Nepal ein Century über 151 Runs aus 131 Bällen und wurde dafür als spieler des Spiels ausgezeichnet. In Indien fand dann der Cricket World Cup 2023 statt. Dort konnte er zwar gegen Indien (50 Runs), Afghanistan (74 Runs), Südafrika (50 Runs) und Neuseeland (66* Runs) je ein Fifty erzielen, doch scheiterte man schon in der Vorrunde aus. Daraufhin trat er als Kapitän zurück und wurde in dieser Position durch Shaheen Afridi gefolgt. Im Januar 2024 reiste er mit dem Team nach Neuseeland, wobei er drei Fifties erzielte.
Kurz darauf übernahm er erneut die Kapitänsrolle in den kurzen Formaten. Daraufhin traf er erneut auf Neuseeland, wo er in den Twenty20s 69 Runs erreichte. Im Foglemonat konnte er in der twenty20-Serie in Irland zwei weitere Half-Centuries (57 und 75 Runs) und half damit den knappen Serien-Sieg zu sichern. Daraufhin führte er das Team zum ICC Men’s T20 World Cup 2024. Dort konnte er unter anderem mit 44 Runs gegen die Vereinigten Staaten zwar das team ins Super Over führen, doch verlor man dort das Spiel und schied später frühzeitig in der Vorrunde aus.

## Auszeichnungen
Im April 2023 erhielt er den Sitara-i-Imtiaz, den dritthöchsten zivilen pakistanische Auszeichnung.